# يوشي كاتو
يوشي كاتو (باليابانية: 加藤嘉؛ بالكانا: かとう よし) هو ممثل ياباني، ولد في 12 يناير 1913 في محافظة طوكيو ‏ في اليابان، وتوفي في 1 مارس 1988 في طوكيو في اليابان بسبب أمراض دماغية وعائية.

## أعمال

### أفلام
- (1974) هيميكو
- (1985) تامبوبو

## وصلات خارجية
- يوشي كاتو على موقع IMDb (الإنجليزية)
- يوشي كاتو على موقع روتن توميتوز (الإنجليزية)
- يوشي كاتو على موقع ألو سيني (الفرنسية)
- يوشي كاتو على موقع قاعدة بيانات الفيلم (الإنجليزية)